# Rónaszéki Béla
Rónaszéki Béla, született Rosenbaum Béla (Budapest, 1891. szeptember 22. – Budapest, Erzsébetváros, 1951. december 27.) színész, színházi rendező.

## Életútja
Rónaszéki (Rosenbaum) Bernát ügynök és Szende (Schosberger) Antónia fiaként született. 1910-ben Solymosi Eleknél tanult. Első szerződését 1913-ban Székesfehérvárra kapta, azután a Magyar Királyi Operaház kötelékébe szerződtették mint ügyelőt. Ebben a minőségben három évig volt tagja az Operaháznak, mely idő alatt több szépirodalmi cikke jelent meg. 1915. szeptember 1-jétől Beöthy László igazgató a Király Színház tagjainak sorába szerződtette. 1926-ban Faragó Sándor, a Kaposvár–Székesfehérvári színikerület igazgatója pedig Rónaszéki Bélát, a Városi Színház és a Kamara Színház volt rendezőjét főrendezőnek szerződtette. Halálát húgyvérűség, dülmirigy-túltengés okozta.
1918. december 21-én Budapesten, a Terézvárosban házasságot kötött Dorren Henrik és Schmiedt Erzsébet lányával, Hedviggel. 1921-ben elváltak. Második felesége Schwartz Lipót és Adler Regina lánya, Erzsébet volt, akivel 1921. november 22-én Budapesten, az Erzsébetvárosban kötött házasságot. Harmadik felesége Rajna Aranka volt.
Sírja a Kozma utcai izraelita temetőben található.

## Kötete
- Rendetlen sorok (Versek, 1931)